# Ханга-Роа
Ханга-Роа (ісп. Hanga Roa) — місто, адміністративний центр та єдине постійне поселення Острова Пасхи.
Ханга-Роа лежить на південному заході острова. У місті є дві головні вулиці: вулиця Атаму Текена (названа на честь одного з перших вождів острова, пам'ятник якому встановлений в невеликому парку в центрі міста), розташована вздовж морського порту і перетинається з вулицею Те-Піто-те-Хенуа, і вулиця Полікарпо Торо, що проходить через всю територію Ханга-Роа. Будинки в місті не пронумеровані, тому всі листи надходять на місцеву пошту. Майже всі дороги в останні роки заасфальтовані. Діє невеликий ринок Ту'у Махеке.
У місті розташовані гавань, офіси, магазини, готелі, один супермаркет. Діє Музей антропології імені Отця Себастьяна Енглерта, і католицька церква Воздвиження Хреста Господнього. Туристи, що прибувають на острів, проживають в місті, звідки виїжджають оглядати визначні пам'ятки острова. Поруч з містом розташований аеропорт Матавері, з якого здійснюються польоти на літаках авіакомпанії «LAN Airlines» в Сантьяго (Чилі) і Папеете (Таїті, Французька Полінезія).
Ханга-Роа — одне з найвіддаленіших населених місць на Землі. Проте, незважаючи на віддаленість острова, є можливість користуватися інтернетом.

## Клімат
Місто знаходиться у зоні, котра характеризується вологим субтропічним кліматом. Найтепліший місяць — січень із середньою температурою 22.8 °C (73 °F). Найхолодніший місяць — червень, із середньою температурою 17.8 °С (64 °F).
| Клімат Ханга-Роа        | Клімат Ханга-Роа | Клімат Ханга-Роа | Клімат Ханга-Роа | Клімат Ханга-Роа | Клімат Ханга-Роа | Клімат Ханга-Роа | Клімат Ханга-Роа | Клімат Ханга-Роа | Клімат Ханга-Роа | Клімат Ханга-Роа | Клімат Ханга-Роа | Клімат Ханга-Роа | Клімат Ханга-Роа |
| Показник                | Січ.             | Лют.             | Бер.             | Квіт.            | Трав.            | Черв.            | Лип.             | Серп.            | Вер.             | Жовт.            | Лист.            | Груд.            | Рік              |
| Середня температура, °C | 23               | 23               | 23               | 21               | 20               | 18               | 18               | 18               | 18               | 19               | 20               | 21               | 20               |
| Норма опадів, мм        | 70               | 71               | 98               | 129              | 138              | 102              | 99               | 91               | 80               | 75               | 64               | 89               | 1104             |
| ----------------------- | ---------------- | ---------------- | ---------------- | ---------------- | ---------------- | ---------------- | ---------------- | ---------------- | ---------------- | ---------------- | ---------------- | ---------------- | ---------------- |
| Джерело: Weatherbase    |                  |                  |                  |                  |                  |                  |                  |                  |                  |                  |                  |                  |                  |